# Barok progresywny
Barok Progresywny – drugi album Nikola Kołodziejczyk Orchestra, nagrany za jednym podejściem, bez poprawek cyfrowych, wydany 22 września 2015 przez niezależną oficynę Nowa Brama Pro Musica. Zawiera godzinną suitę napisaną przez Kołodziejczyka na piętnastoosobowy big-band. Jazzowe improwizacje przenikają się tutaj z instrumentarium historycznym (barokowym) i ludowym (polskim i azjatyckim). Album zdobył laur w kategorii "Płyta Roku - Jazz" na gali Fryderyki 2016. Przedpremierowo albumową suitę zagrano na żywo 7 października 2015 podczas Sopot Jazz Festival.

## Wykonawcy
- Nikola Kołodziejczyk — fortepian
- Marta Sołek —	suka biłgorajska, sarangi, gadułka
- Łukasz Krusz — skrzypce współczesne
- Alicja Sierpińska — skrzypce barokowe
- Marzena Matyaszek— skrzypce barokowe
- Klaudia Matlak — skrzypce barokowe
- Dominika Małecka — skrzypce barokowe
- Krzysztof Firlus — viola basowa
- Maria Misiarz	— wiolonczela barokowa
- Marcin Olak — gitara
- Oskar Török — trąbka
- Szymon Kamykowski — saksofon sopranowy i tenorowy
- Grzegorz Grzeszczyk —	klarnet basowy
- Maciej Szczyciński — kontrabas
- Michał Bryndal — perkusja

## Lista utworów
1. Barok Progresywny 6:14
2. Mean Tone I 4:23
3. Guitar Hero 5:40
4. Podusa 6:07
5. Stryjo 4:34
6. Office of Laboratory Animal Care 7:29
7. Interludium 1:18
8. Mean Tone II 5:51
9. Fishing for Schemes 5:01
10. Fear Loose 2:17
11. Loose Fear 5:34
12. Ultimatum 4:12
13. Oklaski 2:45